# Rosario Lo Bello
Rosario Lo Bello (Siracusa, 1945. november 4. –) olasz nemzetközi labdarúgó-játékvezető. Polgári foglalkozásként egy nagyobb IEA biztosítótársaság vezetője.

## Pályafutása

### Nemzeti játékvezetés
A játékvezetői vizsgát apja előtt sokáig titkolva 1963-ban tette le. A küldési gyakorlat szerint rendszeres partbírói tevékenységet is végzett. 1975-ben lett a Serie A játékvezetője. Az aktív nemzeti játékvezetéstől 1992-ben vonult vissza. Vezetett Serie A mérkőzéseinek száma: 195.

#### Kupamérkőzések
Vezetett kupadöntők száma: 3.

##### Olasz labdarúgókupa
Az Olasz Labdarúgó-szövetség JB szakmai tevékenységét elismerve három alkalommal bízta meg a kupadöntő egyik mérkőzésének koordinálásával.
| Időpont          | Helyszín                              | Mérkőzés típusa        | Mérkőzés                | Eredmény |
| ---------------- | ------------------------------------- | ---------------------- | ----------------------- | -------- |
| 1983. június 19. | Marcantonio Bentegodi Stadion, Verona | első döntő mérkőzés    | Verona–Juventus         | 2 : 0    |
| 1989. június 28. | Giovanni Zini Stadion, Cremona        | második döntő mérkőzés | UC Sampdoria–SSC Napoli | 4 : 0    |
| 1992. május 7.   | Alpi Stadion, Torino                  | első döntő mérkőzés    | Juventus–Parma          | 1 : 0    |

### Nemzetközi játékvezetés
Az Olasz labdarúgó-szövetség Játékvezető Bizottsága (JB) terjesztette fel nemzetközi játékvezetőnek, a Nemzetközi Labdarúgó-szövetség (FIFA) 1983-tól tartotta nyilván bírói keretében. A FIFA JB központi nyelvei közül a angolt beszéli. Több nemzetek közötti válogatott és klubmérkőzést vezetett, vagy működő társának partbíróként segített. Az olasz nemzetközi játékvezetők rangsorában, a világbajnokság-Európa-bajnokság sorrendjében többedmagával a 34. helyet foglalja el 2 találkozó szolgálatával. Az aktív nemzetközi játékvezetéstől 1992-ben vonult vissza. Válogatott mérkőzéseinek száma: 7.

#### Labdarúgó-világbajnokság
A világbajnoki döntőkhöz vezető úton Olaszországba a XIV., az 1990-es labdarúgó-világbajnokságra a FIFA JB kifejezetten partbíróként alkalmazta. Egy csoportmérkőzésen 2. számú besorolást kapott. Partbírói mérkőzéseinek száma világbajnokságon: 1.

##### 1990-es labdarúgó-világbajnokság

###### Világbajnoki mérkőzés
| Időpont          | Helyszín                        | Mérkőzés típusa              | Mérkőzés          | Játékvezető           | Eredmény | Nézők száma |
| ---------------- | ------------------------------- | ---------------------------- | ----------------- | --------------------- | -------- | ----------- |
| 1990. június 17. | Della Favorita Stadion, Palermo | csoportmérkőzés (F. csoport) | Egyiptom–Írország | Marcel van Langenhove | 0 : 0    | 33 000      |

#### Labdarúgó-Európa-bajnokság
Az európai-labdarúgó torna döntőjéhez vezető úton Nyugat-Németországba a VIII., az 1988-as labdarúgó-Európa-bajnokságra az UEFA JB játékvezetőként foglalkoztatta.

##### 1988-as labdarúgó-Európa-bajnokság

###### Selejtező mérkőzés
| Időpont            | Helyszín             | Mérkőzés típusa           | Mérkőzés         | Eredmény | Nézők száma |
| ------------------ | -------------------- | ------------------------- | ---------------- | -------- | ----------- |
| 1987. november 18. | Prater Stadion, Bécs | előselejtező (1. csoport) | Ausztria–Románia | 0 : 0    | 6 000       |

#### Nemzetközi kupamérkőzések

##### UEFA-kupa
1974-ben a döntő találkozón, mint partjelző működött közre. Ennek a mérkőzésnek sporttörténeti jelentőségét azzal fokozhatjuk, hogy a nemzetközi játékvezetés végén járó, nemzetközileg megbecsült Concetto Lo Bello-nak, azaz az apjának segédkezhetett.

## Szakmai sikerek
1986-ban az Olasz Labdarúgó-szövetség az "Év Játékvezetőjeként" a Dr. Giovanni Mauro alapítvány elismerő díjával jutalmazta.

## Sportvezetőként
Az aktív nemzetközi játékvezetést befejezve 2006-ig az Európai Labdarúgó-szövetség (UEFA) Játékvezető Bizottságánál nemzetközi játékvezető ellenőrként tevékenykedett.

## Külső hivatkozások
- Rosario Lo Bello. World Referee. [2012. október 8-i dátummal az eredetiből archiválva]. (Hozzáférés: 2010. november 24.)
- Rosario Lo Bello. footballdatabase.eu. (Hozzáférés: 2010. november 24.)
- Rosario Lo Bello. weltfussball.de. (Hozzáférés: 2010. november 24.)
- Rosario Lo Bello. eu-football.info. (Hozzáférés: 2014. július 28.)

| Elődje: Paolo Bergamo | Olasz labdarúgókupa döntő 1982–1983 | Utódja: Paolo Casarin |

| Elődje: Luigi Agnolin | Olasz labdarúgókupa döntő 1987–1989 | Utódja: Pietro D’Elia |

| Elődje: Pierluigi Pairetto | Olasz labdarúgókupa döntő 1991–1992 | Utódja: Angelo Amendolia |

| Elődje: Maurizio Mattei | Giovanni Mauro díj 1985–1986 | Utódja: Carlo Longhi |